# 略拉克
略拉克，是西班牙加泰罗尼亚塔拉戈纳省的一个市镇。总面积23平方公里，总人口122人（2001年），人口密度5人/平方公里。